# Alois Tuháček (kněz)
Alois Tuháček (22. května 1883 Březové Hory – 16. února 1945 Hamburk) byl farář Církve československé husitské.

## Život
Otec František Tuháček zemřel na zápal plic, když bylo Aloisovi sedm let. Výchova devíti dětí – nejstaršímu Václavovi bylo devatenáct let, nejmladší Boženě jeden rok – zůstala na matce Terezii, roz. Janouškové. O jedenáct let později (1901) se musel osmnáctiletý Alois vyrovnat s další ztrátou – úmrtím matky. V té době již vyučený knihař studoval na klasickém příbramském gymnáziu, předtím navštěvoval obecnou školu na Březových Horách a dva roky měšťanku v Příbrami, kde byl jeho třídním profesorem hudební skladatel Josef Bartoš.
Propouštěcí vysvědčení obdržel po dosažení čtrnácti let 22. května 1897. Gymnaziální studia v letech 1898–1905 mu otevřela nový svět. Hmotná nouze přivedla mladého Aloise na nějakou dobu do arcibiskupského konviktu. Dočasné útočiště však záhy opustil a probíjel se na studiích kondicemi. Rozčarován z poměrů v kněžském internátu, nevydal se cestou k duchovenské službě, ale rozhodl se pro studium klasických jazyků a češtiny na Filozofické fakultě Univerzity Karlovy v Praze. Jako výborný student dostával stipendium, v posledních letech studií byl podporován i rodiči své manželky Marie, se kterou se v r. 1909 oženil.
Učitelskou dráhu zahájil na Obchodní akademii v Plzni. Odtud po půl roce přešel na Městské dívčí lyceum (reálné gymnázium) v Plzni, kde prožil jako profesor češtiny a latiny dvacet osm let.
Z pozice římskokatolického laika sledoval ještě před založením Církve československé husitské snahy reformního duchovenstva. Hned v lednu 1920 nabídl své služby nově ustavené církvi, do které vzápětí také přestoupil (17. července 1920). Cesta od slov k činům byla velmi krátká.
Alois Tuháček se významně podílel na formování náboženské obce Církve československé husitské Plzeň‑západ. Pracovní schůzky přípravného výboru, jehož byl členem, se konaly v jeho bytě v Dobrovského ulici čp. 12. Na konci roku 1920 byl zvolen prvním předsedou rady starších náboženské obce Plzeň‑západ.
Po vysvěcení na kněze v květnu 1921, které přijal od nišského biskupa Dositeje v chrámu sv. Mikuláše na Starém Městě, konal československé bohoslužby a přednášel nejen na Plzeňsku, ale rovněž na Klatovsku a Domažlicku.
Na celocírkevní úrovni úzce spolupracoval s Karlem Farským. Středem jeho zájmu se stala zejména liturgická tvorba. Už na I. valném sjezdu delegátů náboženských obcí v lednu 1921 nastínil základní liturgické směrnice Církve československé husitské. Společně s Karlem Farským připravoval v letech 1921–1922 konečný návrh liturgie, který ale nakonec nebyl společnými silami dokončen. Jeho práce na liturgickém poli dosáhla vrcholu na počátku 40. let vydáním tří částí Bohoslužebné knihy Církve československé. Čtvrtá část – formulář na slavnosti církevní a národní – byla cenzurou zastavena. Alois Tuháček proto pracoval na opisování své bohaté korespondence a na nové úpravě církevní Agendy, která byla jeho vůbec poslední prací.
Až do svého zatčení zastával funkci předsedy liturgické sněmovní komise. Alois Tuháček se nikdy nesmířil s mnichovským diktátem a březnovou okupací českých zemí. Přestože byl od září 1942 jmenován biskupským vikářem pro plzeňskou oblast, odmítal při jakékoliv příležitosti používat vynucený název „církev českomoravská“.
Mezi jeho největší záliby dlouhá léta patřilo radioamatérství. Získané dovednosti se přirozeně snažil využít i v dusivých letech nesvobody. Poslech zahraničního rozhlasu byl nakonec také hlavním důvodem jeho zatčení 28. dubna 1944. Soudní tribunál jej za poslech a rozšiřování zpráv zahraničního rozhlasu a zakázanou manipulaci s rozhlasovými aparáty (montování krátkých vln) odsoudil 8. června 1944 k patnácti letům káznice. K odpykání trestu byl převezen do Gollnova u Štětína. Když se začala přibližovat fronta, musel být v únoru 1945 evakuován. Během transportu vězňů do Hamburku utrpěl profesor Tuháček zranění nohy, když byl surově skopnut dozorcem z nákladního automobilu. Absence zdravotní péče, kruté zacházení a nepříznivé klimatické podmínky vykonaly své. Dne 16. února 1945 v hamburském lazaretu zemřel na otravu krve.
Po osvobození se Aloisi Tuháčkovi dostalo celé řady ocenění. Druhý řádný sněm Církve československé husitské mu v červnu 1946 za jeho celoživotní liturgickou práci vyslovil uznání in memoriam. Na tento akt navázala církev v září 2010 během vrcholících oslav devadesátého výročí svého vzniku, kdy se znovu rozhodla vyzdvihnout přínos této osobnosti pro Církev československou husitskou.